# Composto orgânico volátil
Compostos orgânicos voláteis (COVs) são compostos orgânicos que possuem alta pressão de vapor sob condições normais a tal ponto de vaporizar significativamente e entrar na atmosfera. Uma grande variedade de moléculas a base de carbono, tais como aldeídos, cetonas, e outros hidrocarbonetos leves são COVs. O termo é frequentemente utilizado no contexto legal ou regulatório e em tais casos a definição precisa depende das leis. Tais definições podem ser contraditórias e podem conter falhas. A Agência de Proteção Ambiental dos Estados Unidos (EU) define COV como qualquer composto orgânico que participa em uma fotorreação; outros acreditam que tal definição é muito abrangente e vaga pois compostos orgânicos não voláteis (no sentido de vaporizar sob condições normais) podem ser considerados voláteis por esta definição da EPA. O termo pode se referir tanto para compostos orgânicos bem caracterizados quanto misturas de composição variada.

### Como os COVs afetam o meio ambiente?
Os Compostos Orgânicos Voláteis podem afetar negativamente o meio ambiente, tendo em vista que contribuem para a poluição do ar, principalmente em regiões urbanizadas e com grande concentração de pessoas, veículos, etc.
Quando eles são liberados no ar que respiramos, poderão acabar reagindo com várias outras substâncias presentes, como é o caso do ozônio e o dióxido de nitrogênio, o que irá causar reações que são muito prejudiciais para a nossa saúde e também para o meio ambiente.
Entre os principais pontos negativos que estão ligados a esses compostos, temos sintomas como irritação no nariz, olhos, garganta, dores de cabeça, náuseas, tonturas e até mesmo alguns problemas ligados à nossa respiração e sistema nervoso. Ou seja, reduzir o uso desses compostos deve ser uma preocupação maior entre as empresas e grandes indústrias.